# رنده شهرکی
 رنده شهرکی ، روستایی است از توابع بخش مرکزی شهرستان هیرمند در استان سیستان و بلوچستان.
این روستا در دهستان مارگان قرار دارد و بر اساس سرشماری سال ۱۳۸۵ جمعیت آن (۹۳ خانوار) ۴۷۸ نفر 
بوده است.

## منبع
1. ↑  «نتایج سرشماری ایران در سال ۱۳۸۵». درگاه ملی آمار. بایگانی‌شده از روی نسخه اصلی در ۲۱ آبان ۱۳۹۲.